# Station La Courneuve - Aubervilliers
La Courneuve - Aubervilliers is een station gelegen in de Franse gemeente La Courneuve en departement van Seine-Saint-Denis. Het station is gelegen aan RER B

## Overstapmogelijkheid
Er is een overstap mogelijk op verschillende buslijnen
- RATP
  - vijf buslijnen
- Noctilien
  - één buslijn

## Vorig en volgend station
| Richting                                | Vorig station               | Lijn  | Volgend station | Richting                                             |
| --------------------------------------- | --------------------------- | ----- | --------------- | ---------------------------------------------------- |
| Robinson B2 Saint-Rémy-lès-Chevreuse B4 | La Plaine - Stade de France | RER B | Le Bourget      | Aéroport Charles de Gaulle 2 TGV B3 Mitry - Claye B5 |